# Giuseppe Magrini (fotografo)
Giuseppe Magrini (1868 – 1940) è stato un fotografo italiano attivo a Rapallo e a Viareggio tra gli anni novanta dell'Ottocento e gli anni dieci del Novecento.

## Biografia

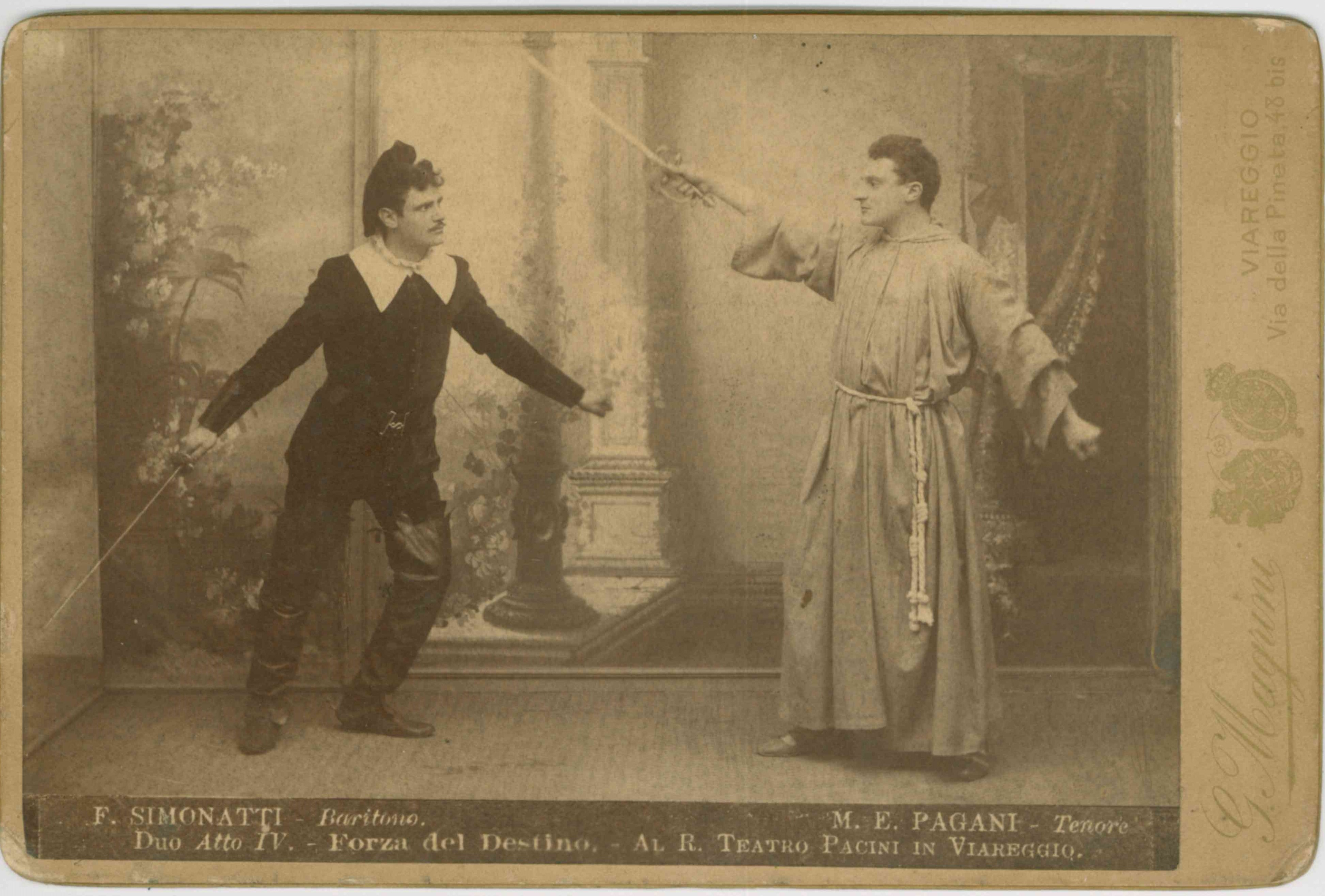
Scena de La forza del destino al Teatro Pacini di Viareggio, duetto dell'atto IV interpretato da Ferdinando Simonatti e M. E Pagani nel 1898.

«Pioniere dell'obiettivo», Giuseppe Magrini si dedicò alla fotografia a partire dal 1891.
Nel 1893 era stato ammesso nella Società Fotografica Italiana, presentato dai soci Corsi e Alinari.
Contemporaneo e collega di Giacomo Brogi, anche Giuseppe Magrini aveva uno studio fotografico a Viareggio, segnalato in via della Pineta o in via Foscolo a seconda delle fonti e delle date, ed era attivo anche a Rapallo.
Molto apprezzato alla sua epoca, Magrini era un «fotografo bravo e fidato» che «di ogni fotografia faceva un'opera d'arte», tanto da avere il privilegio ufficiale di fotografare Vittorio Emanuele III di Savoia e firmare i propri cartoncini come "Fotografo della Real Casa, delle loro Altezze Reali, delle Principesse di Borbone e di Infanti di Spagna".
Magrini non si limitava a fotografare la nobiltà, era apprezzato anche da altre celebrità. Tra gli altri, divenne amico fidato di Giacomo Puccini e suo fotografo personale talvolta citato insieme al fratello.
Durante la guerra, i due Magrini dovettero sfollare sulle colline lucchesi dove conobbero Colombo Francesconi, a cui poi insegneranno alcuni trucchi del mestiere e ad usare la Leica senza telemetro.
Magrini contribuì ad illustrare la Versilia e ad immortalare gli usi e i costumi del suo tempo. Dopo di lui, fu la famiglia a portare avanti lo studio fotografico, si ricorda ad esempio il nipote Ugolino Magrini, pittore e a sua volta stimato fotografo di celebrità.

## Riconoscimenti
Ad aprile-maggio 1899 partecipò alla prestigiosa Mostra fotografica nazionale ed internazionale di Firenze, organizzata in contemporanea al Secondo Congresso Fotografico italiano dalla Società Fotografica Italiana, dove vinse la medaglia d'argento di secondo grado..
Nel 1905 partecipò fuori concorso, insieme ai fratelli Gigi e Carlo Sciutto e ad Achille Testa, all'Esposizione regionale di fotografia tenutasi al Kursaal Hotel di Rapallo, dove ricevette un diploma di benemerenza e contribuì secondo la giuria al successo dell'Esposizione.

## Collezioni
Foto di Giuseppe Magrini sono conservate in diversi fondi fotografici, ad esempio nel Fondo Pavesi Negri del Conservatorio Giuseppe Nicolini di Piacenza, nella Casa museo Pascoli, nella Raccolta Oreste Minutelli del Centro di documentazione e ricerca visiva di Villa Maria a Livorno, nell'Archivio Fotografico Azienda Autonoma di Soggiorno Riviera della Versilia presso Villa Argentina a Viareggio, nell'Archivio Fotografico Toscano di Prato e nel Fondo Strozzi-Sacrati dell'Archivio di Stato di Firenze.